# Le Mesnil-Aubry
Le Mesnil-Aubry is een gemeente in het Franse departement Val-d'Oise (regio Île-de-France) en telt 924 inwoners (2004). De plaats maakt deel uit van het arrondissement Sarcelles.

## Geografie
De oppervlakte van Le Mesnil-Aubry bedraagt 6,7 km², de bevolkingsdichtheid is 137,9 inwoners per km².
De onderstaande kaart toont de ligging van Le Mesnil-Aubry met de belangrijkste infrastructuur en aangrenzende gemeenten.

## Demografie
Onderstaande figuur toont het verloop van het inwonertal (bron: INSEE-tellingen).